# Culture contemporaine dans la région autonome du Tibet
Cet article présente sommairement divers aspects de la culture de la région autonome du Tibet fondée en 1965.

## Culture traditionnelle et culture contemporaine

### Le paysage culturel actuel
Selon le tibétologue américain Elliot Sperling, il y a opposition entre d'une part le paysage culturel actuel, en pleine évolution, dont les acteurs appartiennent à la sphère laïque, temporelle, et usent de formes modernes d'expression, et d'autre part une culture traditionnelle, liée à la vie religieuse et monastique, figée dans le temps :
« Bien trop souvent, les gens en dehors du Tibet assimilent la culture tibétaine en gros à la vie ecclésiastique et monastique ou à ce qu'on pourrait appeler la culture traditionnelle. Au Tibet aujourd'hui, cela n'est plus défendable. C'est pourtant cette position pétrifiée qui semble se cacher derrière nombre d'appels à la préservation de la culture tibétaine comme objectif à la fois du gouvernement du dalaï-lama et d'initiatives diplomatiques étrangères. La culture tibétaine, comme n'importe quelle autre, est dynamique. Appeler à la préserver évoque automatiquement la nécessité de la définir, ce qui à son tour fait penser à une pièce montée et empaillée bonne pour le musée. La culture tibétaine n'a pas besoin d'être figée dans le temps, mais la vie culturelle tibétaine a besoin d'être protégée de mesures qui brident l'expression littéraire et artistique. Au Tibet aujourd'hui, écrivains et artistes dans le siècle, exploitant les formes modernes d'expression, font partie intégrante du paysage culturel tibétain ».

### L'accusation de «génocide culturel»
Selon le 14e Dalaï Lama, la culture tibétaine risque de disparaître du fait d'une implantation massive de Chinois hans au Tibet. En 2007, il affirme que la culture tibétaine pourrait s'éteindre dans les 15 ans si les négociations sino-tibétaine n'aboutissent pas. Lors des troubles au Tibet en mars 2008, il accuse la Chine de pratiquer un génocide culturel au Tibet. En 2011, à propos de l'auto-immolation de Tibétains, il renouvelle ses propos,
Selon le journaliste chinois Wen Mu s'exprimant dans Le Quotidien du Peuple, l'idée selon laquelle « la culture et la tradition tibétaines sont en voie d'extermination et de disparition » ne cadre pas avec la réalité. Le Tibet compte plus de 46 000 moines, soit un moine par dizaine d'habitants, pourcentage rarement vu. On voit partout des jingfan (bannières canoniques), des manidui (tas de pierres érigés au sommet d'une montagne, au croisement de routes, etc., et utilisés comme autel). La plupart des familles tibétaines croyantes ont une chapelle ou une niche abritant la statue du Bouddha. La vie religieuse est riche et variée : prosternation à terre en signe d'hommage et d'adoration au Bouddha, brûlage d'encens très tôt le matin, pèlerinage dans les temples, circumambulation des lieux de culte en tenant à la main un moulin de prière et en récitant le canon bouddhique, etc..
En 2008, le tibétologue américain Robert Barnett, directeur du « programme des études tibétaines modernes » à l'université Columbia, a déclaré qu'il fallait en finir avec l'idée que les Chinois sont mal intentionnés ou qu'ils essaient de faire disparaître le Tibet. Il explique ses doutes dans un compte rendu d'ouvrage qu'il écrit pour la revue New York Review of Books : « Si la culture tibétaine à l'intérieur du Tibet est en train d'être prestement annihilée, comment se fait-il que tant de Tibétains de l'intérieur paraissent malgré tout avoir une vie culturelle plus dynamique – à preuve la centaine de revues littéraires en tibétain – que celle de leurs homologues exilés ? »
Serge Koenig, vice-consul de France à Chengdu (Sichuan), partant d'une comparaison avec la situation française, s'affirme « beaucoup moins beaucoup moins pessimiste sur le maintien de l’énorme héritage culturel tibétain, qui tient à cœur à beaucoup de monde ».
Selon les tibétologues  Amy Heller et Anne-Marie Blondeau, il faut distinguer entre la politique culturelle officielle, son application et la façon dont elle est perçue au quotidien sur le terrain. Lors de la révolution culturelle, partout en Chine les valeurs culturelles ont été détruites, mais au Tibet ces destructions ont été particulièrement importantes. Or la culture au Tibet était essentiellement liée à la religion, principalement bouddhique, et aux structures sociales. Ainsi de nombreuses manifestations culturelles ont disparu ou ont été dénaturées. Par ailleurs le gouvernement chinois a comme objectif la « laïcisation des Tibétains, ce qui est complètement antinomique avec la culture tibétaine traditionnelle ». C'est pourquoi si les fêtes populaires sont autorisées, c'est « pour en faire de simples manifestations folkloriques ».
Robert Barnett indique que le gouvernement chinois a décidé que le problème de l'opposition politique au Tibet est un problème culturel pronfondément enraciné. Chen Kuiyuan a déclaré en 1995 que le séparatisme est fondé sur la religion tibétaine, elle-même fondée sur la culture tibétaine. Ainsi cette théorie permet des attaques contre la religion et la culture tibétaine même quand elles ne sont pas liées à une contestation politique.

## La révolution culturelle et ses conséquences (1966-1976)
En 1966 Mao Zedong engage dans l'ensemble de la Chine la révolution culturelle. L'objectif est de « créer le neuf en abattant le vieux ». Toute pratique religieuse est interdite non seulement au Tibet mais dans le reste de la Chine. 
Les maoïstes imposent aux Tibétains de gommer leurs différences. Ils doivent couper leurs cheveux, abandonner leurs vêtements colorés pour revêtir l'austère uniforme maoïste, effacer les couleurs de leurs maisons. Des sculptures de Bouddha sont envoyées en Chine pour être fondues,,.
Selon l'historien exilé Tsering Shakya, les Gardes rouges « sentaient que le Tibet et les Tibétains devaient être « révolutionnarisés », et se voyaient eux-mêmes comme des révolutionnaires avancés venus à l'aide d'élèves attardés dans une région sous-développée » et eurent un effet dévastateur sur la culture tibétaine.
Pour le sociologue et spécialiste du bouddhisme tibétain Frédéric Lenoir, avec la destruction des monastères (il en restait une dizaine à la fin de la révolution culturelle), les maoïstes détruisent la culture tibétaine, dont les monastères étaient les centres et où l'enseignement était donné. 
Selon l'écrivain chinois Wang Lixiong, les autorités au Tibet ont souvent essayé de refréner les actions radicales, ainsi l'armée populaire de libération a systématiquement soutenu les factions les plus conservatrices contre les « rebelles ». Les temples et les monastères ont survécu le mieux dans les zones et villes non périphériques où les autorités étaient encore en mesure de faire plus ou moins régner l'ordre. Par contre, le monastère de Ganden, à quelque 60 km de Lhassa, l'un des principaux centres de l'école gelugpa du bouddhisme tibétain, fut réduit à l'état de ruine. Dans sa réponse à Wang Lixong, l'historien tibétain Tsering Shakya fait remarquer qu'il rejette la faute sur la victime, alors que ce mouvement de masse n'épargna personne au Tibet comme en Chine.
Selon la revue Revolutionary Worker, journal du Parti communiste révolutionnaire américain (maoïste), les forteresses féodales qu'étaient les milliers de monastères furent vidées et démantelées lors d'un gigantesque mouvement de masse. Ce démantèlement, d'après tous les récits disponibles, fut l'œuvre quasi-exclusive des serfs tibétains eux-mêmes, conduits par des militants révolutionnaires. Les objets de culte, à l'exception de pièces de grande valeur historique, furent détruits en public pour briser les superstitions séculaires. Les matériaux de construction furent redistribués aux gens pour construire maisons et routes, et les forces armées révolutionnaires dynamitèrent souvent les vestiges. Tel fut le verdict de la révolution culturelle sur les monastères et leur nature de classe : plus jamais ils ne vivraient des souffrances des masses. De ce point de vue, ce démantèlement fut non pas une « destruction insensée », un « génocide culturel » mais un acte politique conscient de libération du peuple.

## Allégations  d'«apartheid» et de «discrimination»
En 2002, l'association Tibet Society du Royaume-Uni appela le gouvernement britannique à « condamner le régime d'apartheid au Tibet qui traite les Tibétains comme une minorité sur leur propre terre et pratique une discrimination à leur égard dans l'usage de leur langue, dans l'éducation, dans la pratique de leur religion et dans les possibilités d'emploi ».

## Le système d'enseignement
Trois modes d'enseignement collectif coexistaient dans l'ancien Tibet : l'enseignement religieux bouddhiste assuré dans les monastères, l'enseignement officiel organisé par le gouvernement tibétain et enfin l'enseignement privé,. 
La Chine commença à instaurer un système éducatif laïque au début des années 1950. Selon le sociologue chinois Rong Ma, le nouveau système, mis en place entre 1959 et 1966, fut toutefois interrompu pendant la révolution culturelle. Ce n'est qu'en 1976 qu'il fut rétabli.

### L'enseignement public
Selon Kalovski Itim, les premières écoles hors monastère furent établies après 1955. En juillet 1957, il y avait 79 écoles élémentaires et 6 000 élèves. Par ailleurs des enfants tibétains furent envoyés en Chine dans les écoles des minorités chinoises pour y recevoir une « éducation marxiste-léniniste » selon Jacques Leclerc. 
L'enseignement au Tibet est obligatoire. La loi de 1986 instaure le principe d’une scolarité obligatoire de 9 ans.  
Selon Anne-Marie Blondeau et Katia Buffetrille, en 1985 le président du Comité des affaires ethniques de l'Assemblée nationale populaire Ngabo Ngawang Jigme critiquait le département de l'Éducation « qui n'attachait aucune importance à la langue tibétaine ». Il constatait que lors de la révolution culturelle celle-ci avait été « sérieusement sinistrée » et que depuis rien n'avait vraiment changé.
La RAT, fondée en 1965, comptait, en 2005, 1 010 écoles où étudiaient 486 000 élèves et étudiants.
En 2006, selon des sources gouvernementales, le nombre d'établissements d'enseignement dans la région autonome était le suivant :
- 890 écoles primaires et 1 568 « centres d'enseignement » avec 329 500 élèves ;
- 93 collèges avec 127 900 élèves, 13 lycées avec 37 700 élèves et 10 lycées professionnels avec 14 775 élèves ;
- 6 établissements d'enseignement supérieur avec 23 327 élèves (dont l'Université du Tibet, l'Institut des nationalités, l'Institut d'agronomie et de techniques d'élevage et l'Institut de médecine).

Fin 2006, seuls 49 districts sur les 73 de la région autonome assuraient l'enseignement obligatoire sur 9 années, les autres n'en assurant que 6 années.
Selon une étude effectuée par le Comité d'enseignement de la région autonome en 2007, la langue d'instruction principale était le tibétain dans 95 % des écoles primaires. Par contre, seulement 13 % des collégiens et 5,7 % des lycéens tibétains suivaient une formation dont tous les sujets (à l'exception du chinois) étaient uniquement enseignés en tibétain.

### Discrimination positive
En 1997, Barry Sautman indique que la barre d'admission est placée plus bas que pour les autres étudiants.
En 2002 Robert Barnett affirme que selon les statistiques officielles, 97 % de la population est tibétaine dans la région autonome, alors que seul un écolier sur trois est tibétain dans l'éducation secondaire et supérieur, ce qui suggère une inégalité dans l'accès à l'éducation des enfants tibétains.
En 2008, Elisabeth Martens affirme que le Tibet bénéficie de la politique institutionnalisée de discrimination positive mise en place pour les minorités ethniques en Chine : son application se traduit par « des taxes (droits) universitaires moins élevés et des examens d'entrée moins sévères ».

### L'université du Tibet

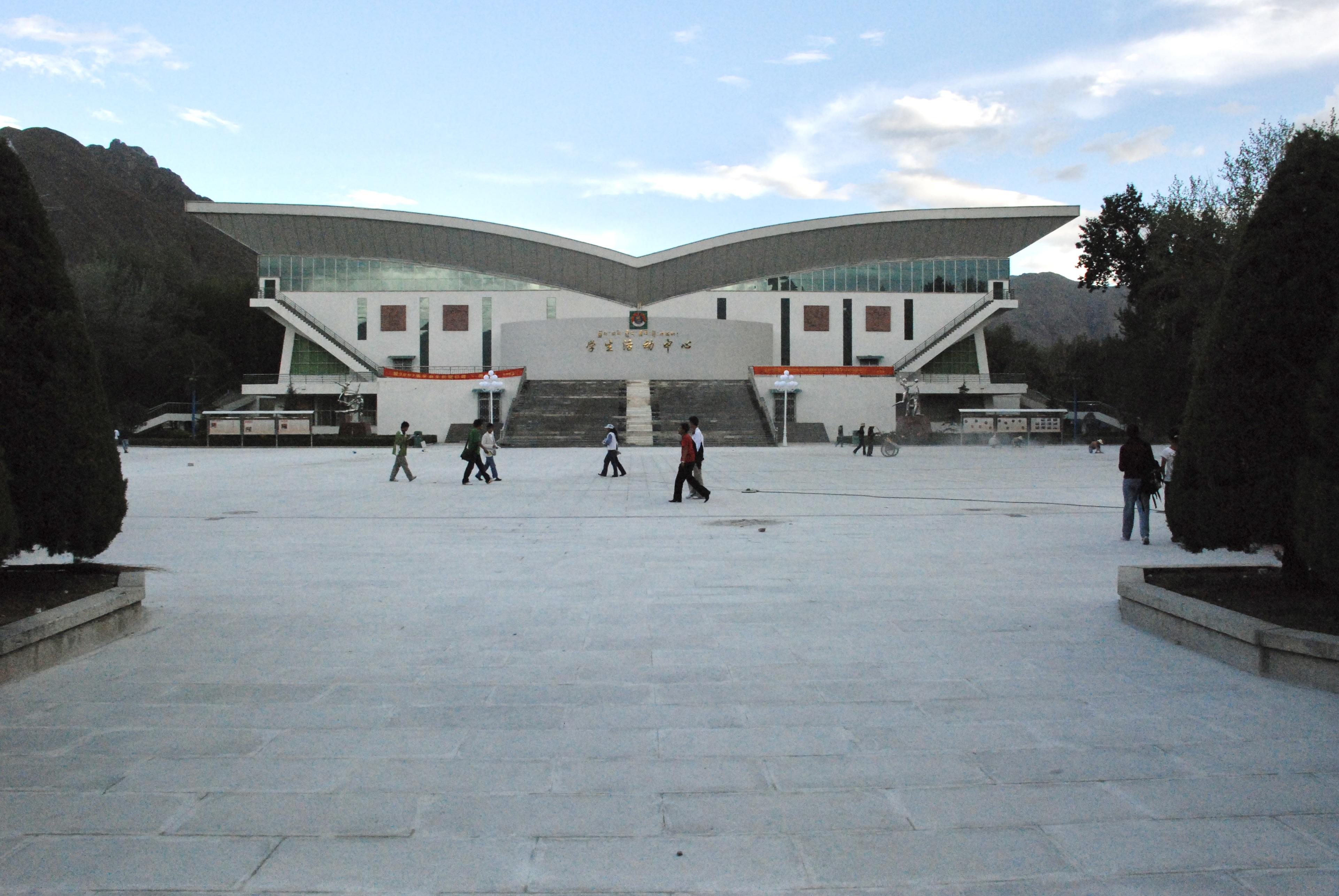
Auditorium de l'Université du Tibet (2007)

L'Université du Tibet (tibétain: Poijong Lobcha Qênmo བོད་ལྗོངས་སློབ་གྲྭ་ཆེན་མོ་; chinois: 西藏大学 ; Xīzàng dàxué ) est la principale université de la région autonome du Tibet en Chine. Ouverte officiellement en 1985, elle a son campus à Lhassa, capitale de la région. 
Elle comprend plusieurs départements ou facultés : littérature, philosophie, polytechnique, agronomie, médecine, gestion économique, tourisme et langues étrangères, art, école normale et enseignement continu.
Les élèves au Tibet peuvent opter d'inclure l'épreuve de tibétain dans l'examen d'entrée national à l'enseignement supérieur. Contrairement à la situation des provinces voisines, les épreuves non linguistiques s'effectuent uniquement en chinois. Nicolas Tournadre souligne que la composition actuelle de cet examen n'incite pas les élèves à étudier le tibétain.
Selon le Quotidien du Peuple en ligne, en 2011 on compte 30 000 étudiants dans les universités au Tibet, soit 14 fois de plus qu'il y a 30 ans. Et 80 % d'entre eux sont tibétains.

### L'enseignement monastique
L'enseignement monastique, qui jusque-là avait continué en parallèle avec les écoles publiques, fut fermé par les gardes rouges (Han aussi bien que tibétains) en 1966 lorsque la révolution culturelle gagna la région autonome du Tibet.
Selon une brève non signée publiée par la revue Courrier international, les autorités chinoises effectuaient en 2008 une « chasse aux sorcières » envers « les membres du Parti communiste chinois et les fonctionnaires – cette mesure vise directement les Tibétains – qui persistent à envoyer leurs enfants étudier dans les monastères en Inde : ils seront tous sans exception radiés du Parti et se verront retirer leur charge dans la fonction publique ».

### L'évolution du taux d'alphabétisation
Les tibétologues Anne-Marie Blondeau et Katia Buffetrille ont analysé les taux d'alphabétisation dans la région autonome en 1982 et 1990 d'après les résultats des recensements effectués par les autorités chinoises. 
Selon le recensement de 1990, le taux d'alphabétisation est pour les hommes de 80,7 % (urbains) et 38,2 % (ruraux) et pour les femmes de 57,1 % (urbaines) et 11,5 % (rurales). La RAT est la seule région où le taux d'alphabétisation des femmes était en régression entre le recensement de 1982 et celui de 1990. Il est à noter que le différentiel entre les taux d'alphabétisation entre les régions rurales et les régions urbaines était plus important que dans toutes les grandes provinces chinoises.
La région autonome était ainsi la région chinoise qui présentait le taux d'alphabétisation le plus faible dans les zones urbaines comme dans les zones agricoles et pour les deux sexes selon le recensement de 1990. Concernant les femmes, le taux d'alphabétisation dépassait ceux du Burkina Faso et du Niger. Pour les hommes, le taux d'alphabétisation dépassait ceux du Burkina, du Niger, de l'Érythrée, du Sénégal et du Yémen.
Entre les recensements de 1982 et 1990, le taux d'alphabétisation en RAT avait stagné alors qu'il avait été notablement amélioré dans les autres régions chinoises. Ainsi les résultats du système éducatif au Tibet en 1990 étaient au bas de l'échelle en Chine mais aussi dans le monde.
En 1990, le taux d'alphabétisation était de 31 % ; en 1995, 39 % ; en 1997, 46 % ; en 2000, 50 %,.

### Illettrisme
Selon des sources officielles chinoises, le taux d’illettrisme au Tibet était estimé à 90 % en 1951, en comparaison il était estimé à 80 % en Chine .
La proportion de Tibétains de souche de plus de 15 ans dans la région autonome du Tibet décrits comme illettrés ou semi-illettrés dans le recensement de 1990 était de 72,8 % contre une moyenne de 22,8 % dans le reste de la Chine.
Dans son ouvrage Education in Tibet : Policy and practice since 1950 (Zed Books, 1998) Catriona Bass révéla que le taux d'illettrisme au Tibet était l'un des plus élevés au monde, atteignant 70 % dans la population rurale.
En 2001, Le Quotidien du Peuple indique un taux « d'illettrés et de semi-illettrés parmi les jeunes et les adultes » de 39 % en 2001.
L'économiste Andrew Martin Fischer indique qu'en 2004, selon des études officielles, environ 41 % des résidents permanents adultes urbains sont illettrés. Cette situation est exceptionnelle en Chine.
Selon le livre blanc publié par le Bureau d'information du Conseil d'État en juillet 2011 les taux d'inaptitude à lire et à écrire pour les jeunes et les personnes d'âge mûr est tombé de 95 % à 1,2 % lors des six dernières décennies,.

## La langue tibétaine
Selon le linguiste Nicolas Tournadre, « En moins de cinquante ans, la langue tibétaine est devenue une langue menacée, condamnée à un déclin irréversible, voire à la disparition en deux générations si la politique linguistique actuelle est maintenue. La responsabilité du gouvernement régional et du gouvernement central est, dans ce domaine, évidente ». Pour Tournadre, le tibétain est considéré comme un patois négligeable. Les responsables tibétains n'ont pas même le droit de signer leur nom en tibétain, et doivent le transcrire en idéogrammes chinois.
Actuellement, selon  Matthieu Ricard, le tibétain tend à disparaitre, il est « réduit à l'état de seconde langue ». Le linguiste Jacques Leclerc considère lui aussi que la langue tibétaine est en voie de régression constante du fait qu'elle n'est plus valorisée, au contraire, et qu'elle est devenue inutile sur le marché du travail ».
Le professeur Sautman affirme qu'aucune des études récentes sur les langues en péril ne donne le tibétain comme une langue en danger. Pour lui, Le maintien de la langue chez les Tibétains tranche avec l'érosion des langues dans les régions marginales des états européens réputés pour leur politique tolérante. Les affirmations selon lesquelles les écoles primaires de la RAT enseignent le putonghua ou mandarin commun sont erronées. En 1996, Le tibétain était la principale langue d'enseignement dans 98 % des écoles primaires et actuellement le putonghua est introduit dans les premières années uniquement dans les écoles urbaines.

### Présentation
Le tibétain se subdivise en un grand nombre de dialectes. Le pasteur tibétain du Qinghai qui se rend à Lhassa, ne comprendra pas le dialecte qui y est parlé. C'est le dialecte de Lhassa, normalisé et propagé par l'enseignement et les médias, qui sert aujourd'hui de lingua franca. 
Selon Barry Sautman, cité par Leslie Evans, en 2002, 92 à 94 % des Tibétains de souche parlent toujours le tibétain (ce n’est pas le cas en dehors de la région autonome, dans certaines zones du Kham et de l’Amdo où la proportion des Tibétains est faible par rapport à l’ensemble de la population).

### Le tibéto-chinois
D'après Nicolas Tournadre, l'usage de la langue tibétaine écrite a régressé durant la révolution culturelle où elle était interdite. Elle a pris un nouvel essor dans les années 1980 mais régresse de nouveau depuis le milieu des années 1990 en raison de la prédominance du chinois dans l'éducation. Les jeunes dans les zones urbaines parlent le plus souvent un mélange tibéto-chinois, le « parler mi-chèvre mi-mouton » (ra-ma-lug skad).
Tournadre fait état de l'accroissement, dans les années 1990-2000, du nombre d'emprunts de mots chinois dans la langue parlée dans les villes, en particulier chez les jeunes. Ces emprunts concernent principalement les jours de la semaine, les chiffres, les toponymes, les noms des institutions officielles, la majorité des termes techniques, alors même que des équivalents, anciens ou récents, sont disponibles en tibétain. Ce mélange est désigné sous le nom de « mi-chèvre mi-mouton » (ra-ma-lug skad). À ce phénomène (qui ne concerne pas la syntaxe), s'ajoute l'alternance, dans une même conversation, du tibétain et du chinois, voire dans une même phrase. 
Dans les campagnes (80 % de la population), cette situation sociolinguistique ne prévaut pas. Toutefois, la faible maîtrise du chinois et du tibéto-chinois s'avère un obstacle dans les rapports avec les administrations publiques.

### Traduction de textes modernes et création néologique dans les langues de spécialité
Une des premières tâches du nouveau gouvernement chinois dans les zones tibétaines fut de traduire en tibétain un grand nombre de textes modernes, en particulier ceux d'ordre politique et technologique. Ce travail monumental, qui couvre plusieurs décennies, a vu la création de nombreux néologismes.
En 2005, ont été élaborés les principes du « Règlement sur la traduction des néologismes et l'emploi des mots d'emprunt », permettant d'avaliser, après examen, plus de 3 500 termes en tibétain sur l'économie de marché, l'enseignement primaire et secondaire, etc., ainsi qu'environ 60 000 termes scientifiques et techniques et plus de 8 000 termes informatiques.

## Le bilinguisme

### Le décret du 22 mai 2002
Faisant suite à un premier décret promulgué en 1987, un nouveau décret visant à protéger la langue tibétaine a été adopté le 22 mai 2002 par l'Assemblée populaire de la région autonome. Il stipule que
- la langue tibétaine est la langue commune de la région autonome du Tibet (art. 1);
- le tibétain et le chinois ont une valeur égale dans les administrations de la région autonome (art. 3);
- les Chinois et les personnes appartenant aux autres minorités vivant en RAT doivent apprendre également le tibétain (art. 8);
- les personnes bilingues chinois-tibétain sont recrutées en priorité dans les administrations (art. 10).

Commentant ce décret peu de temps après son adoption, le linguiste Nicolas Tournadre y voit « un progrès » mais doute de « l'effectivité de son application » car ce document n'est pas assorti de « mesures concrètes et incitations efficaces ».  En outre, le décret n'évoque pas le problème de l'existence des dialectes, la nécessité de la normalisation de la langue parlée et l'obstacle de la diglossie (tibétain littéraire, tibétain parlé).

### Des avis divergents
Toujours selon Tournadre, « Pour fonctionner dans la société urbaine, il faut en effet maîtriser à la fois le tibétain, le chinois et le parler mixte tibéto-chinois. Les paysans tibétains qui ne possèdent pas ou mal les deux derniers codes sont ainsi marginalisés. Par  exemple, dans la fréquentation de toutes les institutions publiques (hôpital, administration, banque, etc.), leur mauvaise compréhension du chinois et ra-ma-lug skad constitue un grave handicap ».
Selon l'auteur anonyme de l'article Le tibétain, une langue menacée, paru sur le site commercial Sciences Humaines.com, « la politique linguistique en vigueur mise uniquement sur le développement du chinois et néglige le tibétain », ainsi « la domination de la république populaire de Chine passe par une politique linguistique qui ne mise pas uniquement sur le développement du chinois, mais qui tend à dévaloriser et à marginaliser l'emploi du tibétain ».
Selon le Département de l’Information et des Relations Internationales de l’Administration centrale tibétaine à Dharamsala, pour nombre d’intellectuels tibétains, l’usage de la langue tibétaine au Tibet est allé régressant, ce qui devint un motif de préoccupation menant certains à protester ouvertement. Ainsi, en 1992, Dungkar Lobsang Trinley, historien et écrivain du Tibet moderne, reconnu comme « trésor national » par la Chine, déclara : « Bien que le tibétain soit décrété première langue en usage dans tous les bureaux du gouvernement et les réunions publiques ainsi que pour la correspondance officielle, c’est le chinois qui sert partout de langue de travail », ajoutant : « De cela (l’usage du tibétain) dépendent tout notre espoir en l’avenir ainsi que dans toutes les autres formes de développement : identité culturelle et protection de notre héritage. Sans des gens instruits dans tous les domaines, et qui soient capables de s’exprimer dans leur propre langue, les Tibétains courent le danger d’être assimilés. Nous avons atteint ce point ».
On trouve un avis divergent chez le professeur Sautman, pour qui le bilinguisme est encouragé par des politiques qui exigent que les lois, les avis officiels et les enseignes commerciales soient bilingues, qui donnent la possibilité aux Tibétains de communiquer avec le gouvernement dans leur propre langue et qui créent une presse écrite et audiovisuelle accordant une grande place aux réalités tibétaines. Pour Barry Sautman, les mesures prises au Tibet vont bien au-delà du respect des langues minoritaires exigé par le droit international ou mis en œuvre dans les états européens censés respecter les droits de l'homme.

### Dans l'enseignement

#### Une mise en pratique partielle
Bien qu'il soit obligatoire pour les écoles primaires de la région autonome d'assurer l'enseignement en langue tibétaine, sauf pour les quelques écoles de zones à majorité Han, ce type d'enseignement n'est assuré que dans 102 classes. Dans l'enseignement secondaire, le tibétain ne fait l'objet que de quelques cours.
La langue tibétaine est officiellement à égalité avec le mandarin, la langue chinoise de référence. Cependant, pour être employé par l'État, il faut un bon niveau de compréhension de la langue chinoise. 
L’enseignement est théoriquement bilingue dans toutes les écoles primaires des campagnes et dans une partie des écoles primaires des villes. Il est également bilingue dans les écoles secondaires des villes et commence à l’être dans les écoles secondaires des campagnes. 
L’enseignement est exclusivement en chinois à partir du collège ainsi qu'à l'université de Lhassa, la seule du Tibet. À l’université, toutes les matières scientifiques et la majorité des sciences sociales sont enseignées exclusivement en chinois. 
Les étudiants ont toutefois la possibilité de faire des études de 3e cycle en tibétain dans une matière classique dans certaines facultés des minorités en dehors de la RAT.
Une des raisons souvent invoquées à l'absence d'un 3e cycle d'enseignement en langue tibétaine est le fait que celle-ci est dépourvue du vocabulaire spécialisé nécessaire dans des disciplines comme les mathématiques, la physique, les techniques de l'ingénieur, les sciences naturelles, le droit, etc., situation imputable à l'absence d'un système éducatif laïc et moderne avant les années 1950. Pour régler ce problème, l'État mène une politique active de création néologique et de normalisation dans les langues de spécialité.
Le Tibet compte 15 523 enseignants bilingues et 10 927 enseignants du tibétain spécialisés à la date de 2008,.
L’Institut des nationalités du Tibet (INT) est le premier institut d’enseignement supérieur pour les Tibétains établi par le gouvernement central chinois à l’extérieur du Tibet.

#### Comparaison avec les écoles des exilés en Inde
Dans les communautés tibétaines de l'Inde, ce n'est qu'en 1994 que l'administration exilée devait adopter la langue tibétaine comme langue d'enseignement des écoles primaires, rapporte Barry Sautman, alors même que l'un de ses buts primordiaux est la conservation de la culture tibétaine. 
Selon Mary Ann Maslak, auteur d'une étude sur le système scolaire dans les écoles des communautés exilées en Inde, si, au niveau du primaire, le tibétain est la langue dans laquelle sont enseignées toutes les matières jusqu'au cours élémentaire inclus, par contre dès le cours moyen, l'enseignement se fait en anglais, conformément aux normes du système éducatif indien, et la langue tibétaine n'est plus qu'une matière à côté des autres.

#### Effet pervers
Un effet pervers du bilinguisme partiel pratiqué en région autonome a été signalé par le Ministère américain des affaires étrangères en 1995 :

« Il y a deux filières dans le système scolaire au Tibet :

- une filière qui utilise le chinois courant, 

- une autre filière où l'enseignement se fait en langue tibétaine.

Les élèves ont le choix de la filière qu'ils souhaitent suivre (…). Un effet pervers de cette politique, conçue pour protéger et pérenniser la culture des minorités, est le renforcement d'une société à deux vitesses. (…) Ceux qui sortent d'une école où l'enseignement se fait en d'autres langues que le chinois courant, sont désavantagés pour obtenir un emploi dans la fonction publique ou dans une entreprise, où une bonne maîtrise du chinois parlé est nécessaire. Ces étudiants doivent suivre des cours de rattrapage en langue avant d'aller en faculté ».
Selon Wen Mu, s'exprimant dans Le Quotidien du Peuple, certaines personnalités occidentales adoptent une attitude à double critère : 
- dans le cas où seul le tibétain (et non le chinois) est enseigné dans les écoles primaires et secondaires du Tibet et que les élèves tibétains ont du mal à accéder ensuite à des études scientifiques, techniques et culturelles modernes, ces personnalités crient à la discrimination raciale ;
- dans le cas contraire, si les deux langues sont enseignées en même temps dans les écoles, ces personnes accusent les responsables d'anéantissement du patrimoine linguistique particulier du Tibet.

Quelle que soit la façon de faire du gouvernement chinois, elle ne répond jamais aux critère de ces personnalités.

### Dans l'espace public

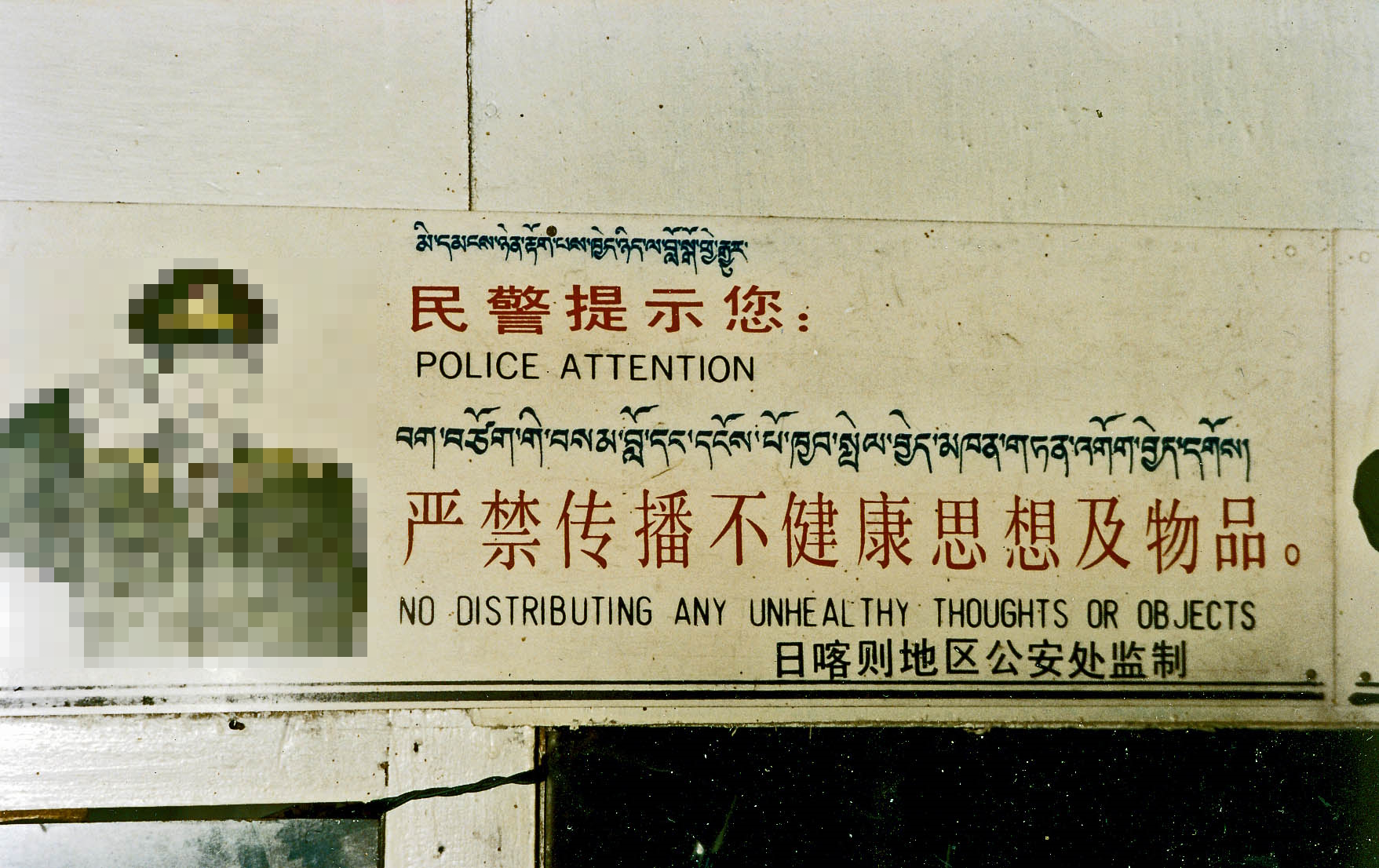
« Notification de police : Interdiction de répandre des pensées ou des objets malsains ». Inscription trilingue (tibétain - chinois - anglais) au-dessus d'un café dans la ville de Nyalam, Tibet, en 1993.

Selon Robert Barnett conformément à la loi linguistique de 1987, tous les panneaux de la région autonome doivent être à la fois en chinois et en tibétain. C'est là le signe distinctif de l'autonomie de la région.
Selon le livre blanc de 2008 (La protection et le développement de la culture tibétaine), « les écritures tibétaine et chinoise sont utilisées en double version pour les enseignes des institutions, des entreprises, des mines, des écoles, des gares, des aéroports, des magasins, des hôtels, des restaurants, des salles de cinéma et de théâtre, des sites touristiques et des palais des sports, pour le nom des rues et pour les panneaux de signalisation ».
Nicolas Tournadre indique que ce double affichage n’est pas toujours respecté. À Lhassa les écriteaux en tibétain sont souvent en caractères plus petits que ceux en chinois, les enseignes en tibétain sont souvent mal orthographiées alors que cela est rare pour le chinois. Katia Buffetrille précise que la priorité est donné aux caractères chinois, ceux en tibétains sont « relégués à une place secondaire ».

## Les médias

### La télévision
Le Tibet culturel dispose de trois chaînes télévisées, une pour chacun des trois dialectes tibétains parlés. Lhassa et la région autonome du Tibet possèdent une chaîne de télévision en langue tibétaine qui émet 24 heures sur 24 depuis le 1er octobre 2007. À sa création en 1999, elle n'émettait que 11 h par jour. Il existe une deuxième chaîne en langue tibétaine au Qinghai, en dehors de la région autonome. Enfin, une troisième chaîne de télévision par satellite, destinée aux 2,4 millions de Tibétains parlant le dialecte khampa, a été inaugurée le 28 octobre 2009, à Chengdu, capitale de la province du Sichuan. Elle émet 6 h et demi par jour.
Selon Tsering Shakya, en 2008, les Tibétains ont tendance à regarder davantage les émissions télévisées en chinois que celles en tibétain parce que les productions en langue tibétaine sont moins nombreuses et variées et aussi moins libres que la foule de chaînes chinoises disponibles,.
Selon le linguiste Jacques Leclerc, les télévisions et radios sont « des outils de propagande pour le Parti communiste chinois ». Les journalistes sont obligés d'appliquer « la politique de sinisation » du tibétain. Le dalaï-lama, les activités du gouvernement tibétain en exil, la liberté religieuse et les droits de l'homme sont interdits d'antenne. Enfin depuis 1990, « de nombreux journalistes ont été emprisonnés et torturés ».
Selon l'écrivaine chinoise Tsering Woeser, la mise en place du projet « Tibet-Xinjiang », qualifié de « projet pour le bien-être du peuple », a notamment pour objectif de déployer des émetteurs de forte puissance permettant de créer « un rideau de fer infranchissable par les ondes ». Ainsi ce dispositif ne permet pas aux Tibétains de recevoir des « émissions de radio et de télévision » diffusées par des organisations internationales comme Radio Free Asia et Voice of America.

### La téléphonie
Le téléphone n'est devenu accessible au public qu'à partir de la fin des années 1950.
En 1994, la moitié des comtés du Tibet chinois étaient équipés de lignes téléphoniques (28 000 en tout) permettant aux Tibétains d'appeler partout dans le monde.
Les téléphones portables au Tibet sont dotés de l'écriture tibétaine.

### La presse
| - très grave - grave | - difficile - moyenne | situation bonne |

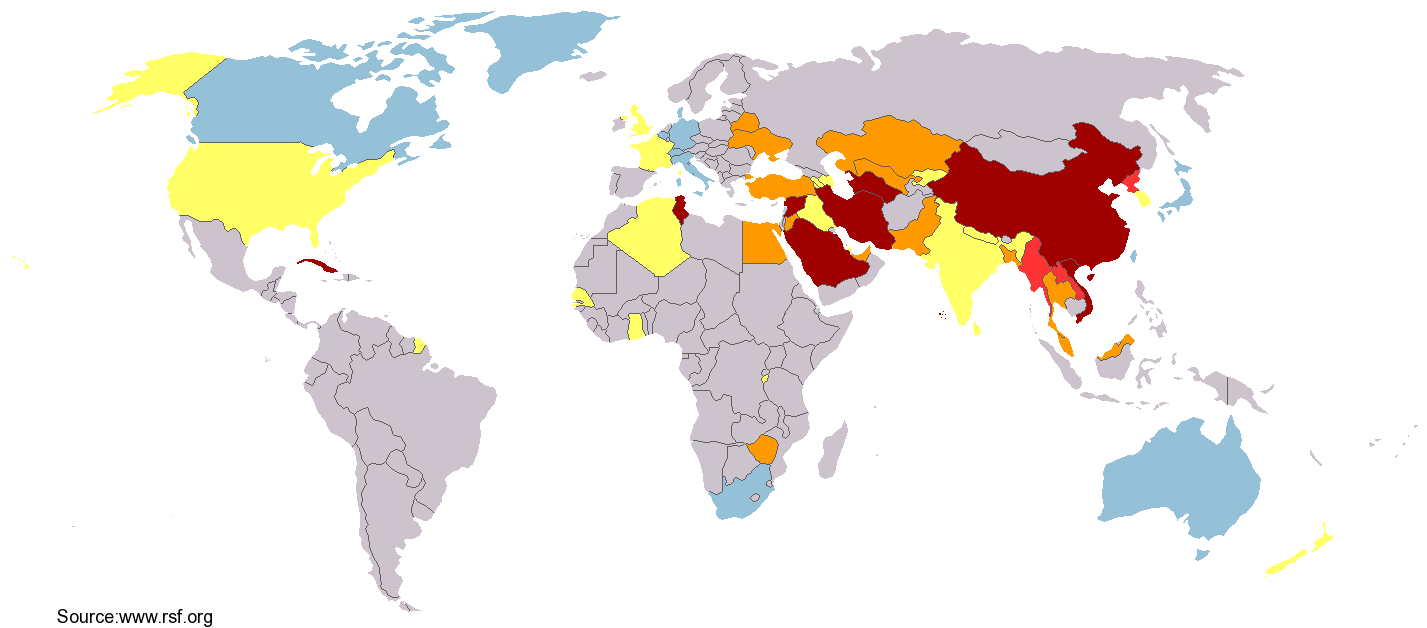
Carte des entraves à la circulation de l'information sur le réseau, selon l'organisation Reporters sans frontières.

Les prémices d'une presse écrite moderne en langue tibétaine remontent à 1909, sous la dynastie des Qing, avec Le « Journal vernaculaire du Tibet » (en anglais The Tibet Vernacular Newspaper), quotidien bilingue, en tibétain et en chinois, imprimé par procédé lithographique et tiré à moins de 100 exemplaires,. 
À partir de 1925, un journal mensuel en langue tibétaine voit le jour – Le Miroir du Tibet (Melong en tibétain) –, feuille ronéotypée publiée non pas au Tibet mais à Kalimpong, dans ce qui est aujourd'hui l'état indien du Bengale-Occidental, par un pasteur tibétain et diffusée auprès de la noblesse tibétaine et des éléments réformistes,. Le Miroir du Tibet est sans doute ce journal, rédigé uniquement en langue tibétaine, imprimé aux Indes, et vendu exclusivement au Tibet, que mentionne avoir lu l'autrichien Heinrich Harrer, qui séjourna dans le royaume du dalaï-lama de 1944 à 1951.
Il y eut également, entre 1935 et 1937, un bulletin d'information à la fois en tibétain et en chinois, publié par la Chine nationaliste et contenant des articles sur l'actualité chinoise et internationale, les politiques du gouvernement républicain, les activités religieuses en lien avec le Tibet et la Mongolie.
Ainsi que le signale la revue Revolutionary Worker, il faut attendre le milieu des années 1950 pour que se constitue une presse écrite moderne, imprimée et publiée au Tibet. Auparavant, les Tibétains n'avaient pas de quotidiens, ainsi que le note dans son livre, Seven Years in Tibet, Heinrich Harrer. 
Dans les régions tibétaines du Yunnan, ce n’est que dans les années 1980 que des journaux officiels virent le jour.  
En 2004, il y avait 10 journaux et 14 revues publiés en tibétain. Selon une étude mise en ligne sur le site de l'université Laval au Québec, les journaux de langue tibétaine représentent un très faible tirage par rapport à la presse sinophone. La majorité des quotidiens sont en chinois, ceux en tibétain sont en général des traductions des tirages chinois.
En 2008, il y avait 57 quotidiens et revues (respectivement 23 et 34) faisant l'objet d'une diffusion. Chacune des 7 villes et préfectures du Tibet avait un journal en tibétain et un journal en chinois. En 2007, la diffusion des journaux était de 55,5 millions d'exemplaires et celle des revues de 2,67 millions d'exemplaires.

### L'informatique
Il existe désormais, en tibétain, des plateformes informatiques, des navigateurs Web et des dictionnaires en ligne mandarin-tibétain-anglais. En 2007, une équipe d'informaticiens de l'Université du Tibet a développé la version en tibétain du logiciel Windows Office.

### L'Internet
Un nombre croissant de sites en tibétain voient le jour sur l'Internet.
En 2000, il y avait 10 cybercafés à Lhassa, en 2007 il y en avait une centaine. Nombre de jeunes Tibétains sont désormais des adeptes de l'Internet. Des cours d'enseignement professionnel à distance via l'Internet ont été mis sur pied par l'École financière du Tibet en liaison avec l'Université du peuple.
Fin 2010, la région autonome du Tibet comptait un total de 1,2 million d'abonnés à Internet, dont 90 % accédaient au réseau via leur téléphone mobile, et 10 % via les services de haut débit. Grâce au développement des logiciels en langue tibétaine, les habitants peuvent utiliser leur langue pour surfer sur Internet ou utiliser des applications informatiques.
La Chine a mis en place le contrôle du réseau Internet, interdisant aux Chinois l'accès à toutes les critiques de son gouvernement. Les blogs et les sites personnels des artistes tibétains opposants sont interdits et supprimés. Lors de son voyage au Tibet en 2000, l'écrivain anglais Patrick French indique qu'il est possible de contourner cette censure de la « police chinoise d'Internet » grâce à un deuxième serveur et des sites miroirs.
En avril 2009, Reporters sans Frontières se dit préoccupé pour les journalistes et les responsables de site internet qui ont été arrêtés.

### Le livre

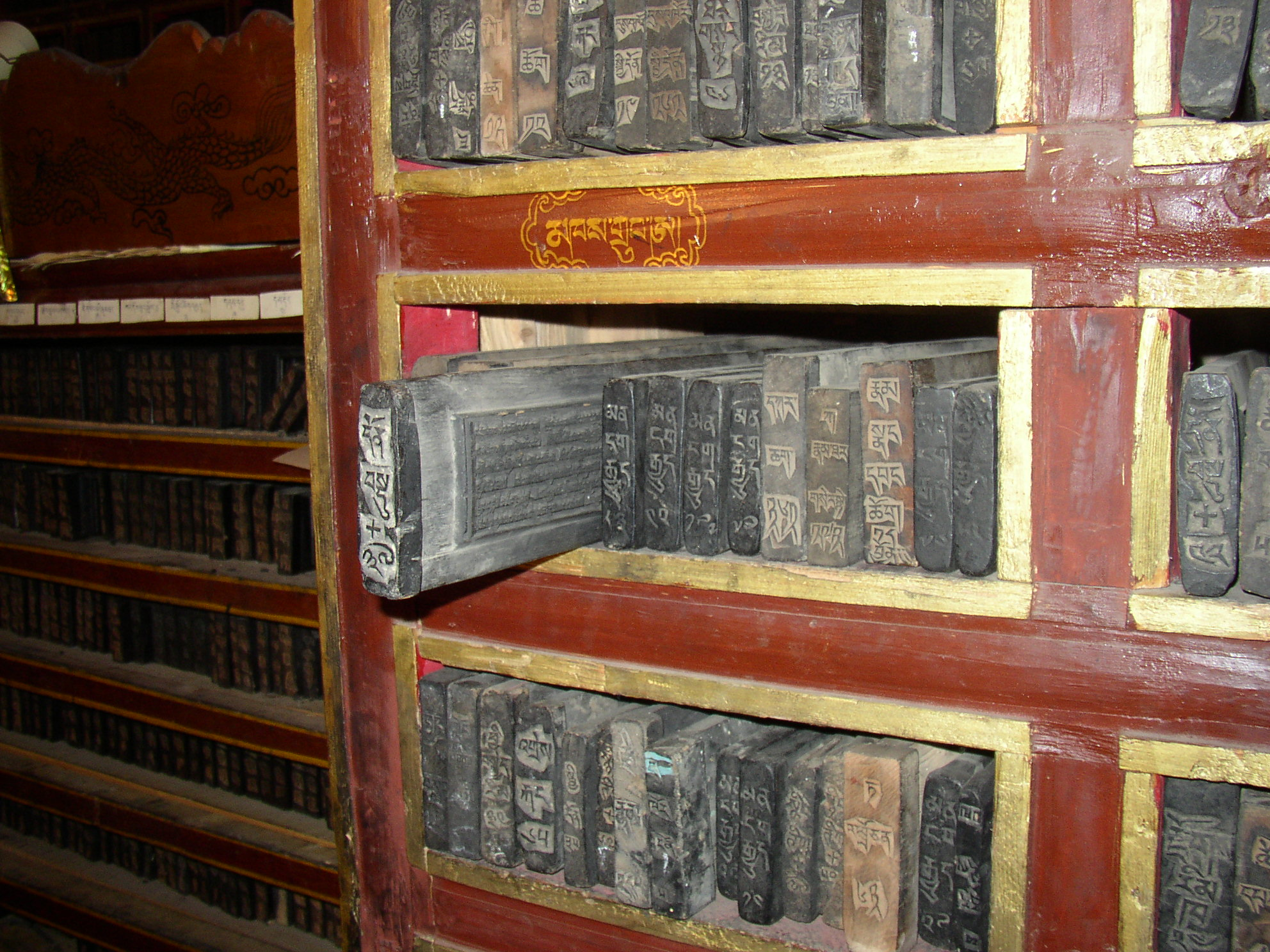
Livres de prières de la bibliothèque du monastère de Séra.

Dans l'ancien Tibet il y avait des ateliers destinés à l'impression de sutras bouddhistes et utilisant des planches de bois, mais il n'y avait pas de maisons d'édition au sens moderne. 
Selon Xinhuanet, hormis certains livres religieux dans de grandes familles nobles, il n'y avait pas du tout de livres d'histoire sur le Tibet. Les premiers livres furent imprimés à partir du milieu des années 1950. 
Heinrich Harrer indique, pour sa part, qu'en dehors des livres d'inspiration religieuse, il existe des livres de « recueils d'anecdotes et de bons du célèbre humoriste tibétain Agu Thömpa », ainsi que des ouvrages techniques concernant la fabrication de tankas. Il cite également les livres de poésie du 6e dalaï-lama, « recueil de vers dédiés à l'amour ».
Après la révolution culturelle, les autorités chinoises font un effort important pour favoriser l'édition populaire afin de diffuser les œuvres de Marx, Lénine, Mao et autres ouvrages idéologiques. Outre ces publications politiques, de nombreux livres de la littérature classique tibétaine deviennent accessibles dans des éditions bon marché. Il s'agit là d'une vulgarisation sans précédent de la littérature tibétaine. 
Mais depuis 1996, le budget des publications a été réduit. Ainsi un auteur qui veut être publié doit assurer le financement de l'édition de son livre soit 10 000 à 20 000 yuans en 2001.
En 2008, la région autonome avait 35 imprimeries équipées des dernières techniques d'impression, deux maisons d'édition pour le livre et deux autres pour l'audio-visuel. La région était couverte d'un réseau de 272 points de distribution et d'un centre de distribution pour le livre et la presse écrite, audio-visuelle et électronique.
À la date de 2007, 3 000 titres en langue tibétaine ont été publiés, dont 200 ont été primés, ainsi Les quatre tantras médicaux, La médecine tibétaine (nouvelle édition), L'encyclopédie du Tibet.

## Le patrimoine urbanistique, architectural et culturel

### Urbanisme

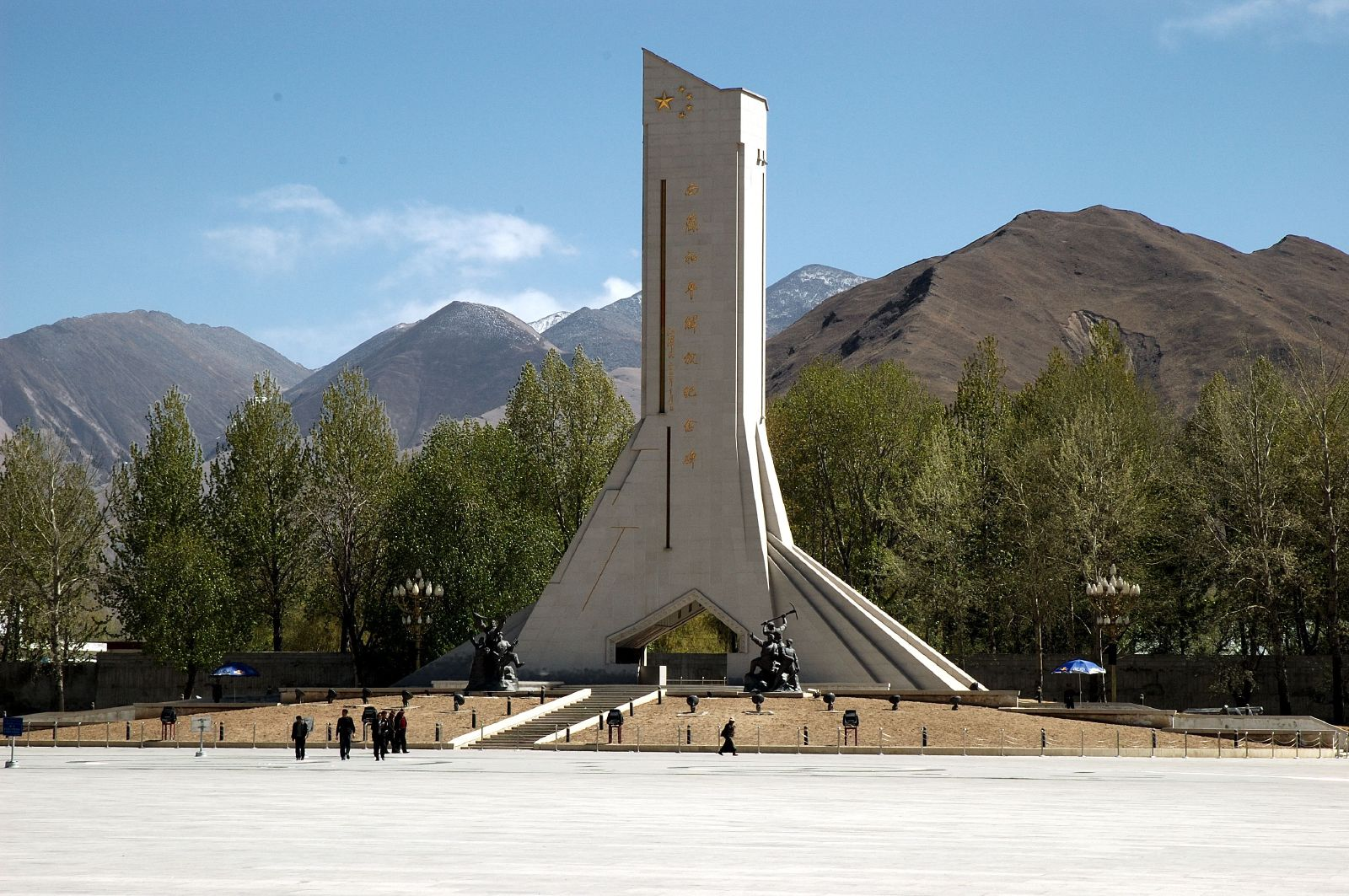
Le monument de la libération pacifique du Tibet sur l'esplanade du Potala (2007).

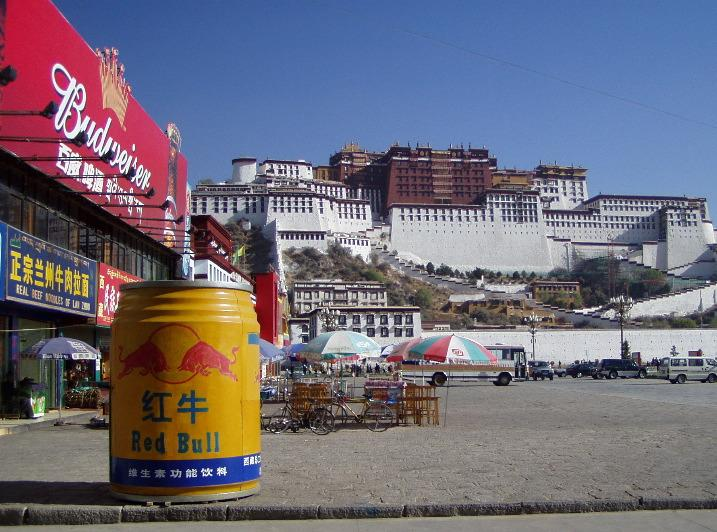
Magasins sur le côté ouest de la place de la libération pacifique, démolis en 2005 et remplacés par un espace vert.

Lhassa a été classée au nombre des 24 cités historiques et culturelles de Chine.
Pour les milieux exilés et des tibétologues les travaux de rénovation à Lhassa dans les rues autour du temple de Jokhang et du palais du Potala se résument au placage de façades en style tibétain pastiche sur des bâtiments de style chinois contemporain. Robert Barnett  indique que les nouvelles façades ont l'apparence de l'architecture tibétaine pour « œil non averti ». Les fenêtres sont trop larges, les murs ne présentent pas de fruit, les piliers intérieurs ont disparu. C'est une « façade plaquée sur un bloc de béton ». Ces constructions ont les mêmes inconvénients que les « cubes-dortoirs des autres parties de la ville », une construction inadaptée au climat, trop chaud l'été et humide l'hiver. Les constructions traditionnelles tibétaines sont réalisées avec une double rangée de briques en terre, des plafonds bas, des poutres en bois et des ouvertures plus petites, assurant ainsi une isolation plus performante que des murs en béton d'une seule épaisseur. Les fruits des murs assuraient une résistance aux tremblements de terre. 
Le style tibétain traditionnel n'aurait plus la cote pour des raisons de surcoût si l'on en croit un architecte tibétain. À confort identique, une maison dans le style dit traditionnel coûterait bien plus qu'une maison de style moderne.

### Patrimoine architectural et culturel

#### La variabilité des chiffres des destructions
Il n'existe pas de recensement des monastères et lieux saints du Tibet ayant subi des destructions, à ce que fait remarquer l'auteur d'un projet de cartographie du Tibet : « Si on dit que plus de 2000 monastères et lieux saints ont été détruits par les Gardes Rouges (…), personne ne peut en fournir la liste, ni les localiser sur une carte. On attend toujours qu'un tibétologue rédige une liste et une description des lieux saints du Tibet ».
L'inflation et la variabilité des chiffres sont dénoncées par Pamela Logan, présidente de Kham Aid Foundation : « Quand j'essaie de trouver des fonds pour réparer des monastères bouddhistes, les donateurs pressentis citent les chiffres, qui circulent partout, de (au choix) 4 000, 5 000 ou 6 000 monastères rasés par les Chinois, et ont du mal à croire qu'il reste quoi que ce soit à réparer ».
Le professeur Mario I. Aguilar, directeur du Centre d'étude de la religion et de la politique à l'Université Saint Andrews à Fife en Écosse, évoque pour sa part le chiffre de centaines de monastères détruits dans la période de la révolution culturelle.
Dans leur livre On the margins of Tibet, Åshild Kolås et Monika P. Thowsen indiquent qu'il y avait, d'après des archives tibétaines, 5 542 monastères sur le plateau tibétain avant 1958, dont 3 897 situés en dehors des frontières actuelles de la région autonome. Ils ajoutent, sur la foi d'archives chinoises, que dans les zones tibétaines faisant partie des provinces du Sichuan, Gansu, Yunnan, et Qinghai, de nombreux bâtiments monastiques furent démolis, d'autres furent simplement abandonnés et laissés sans entretien, d'autres encore furent reconvertis en écoles, entrepôts, voire en habitations. Si la plupart des monastères ont été détruits lors de la révolution culturelle, certains l'avaient été par les bombardements entre l'intervention militaire chinoise au Tibet (1950-1951) et le soulèvement tibétain de 1959.

#### Destruction et sauvegarde des objets religieux
Selon le gouvernement tibétain en exil, les objets culturels en métaux précieux ont été pillés ou fondus,,.
Malgré les destructions et les vols, il existe encore au Tibet d'importantes collections d'objets religieux. Le spécialiste de l'art bouddhiste Ulrich von Schroeder donne le chiffre de plus de 200 000 sculptures et peintures anciennes encore conservées et s'étonne que si peu des livres d'art bouddhiste publiés en Occident leur soient consacrés. Il fait observer cependant qu'il est très difficile, sinon carrément impossible de faire des photos d'objets à l'intérieur des monastères tibétains, dont la plupart ont leur accès réglementé du fait des mesures de sécurité prises pour empêcher les vols.

#### Le sort du palais du Potala

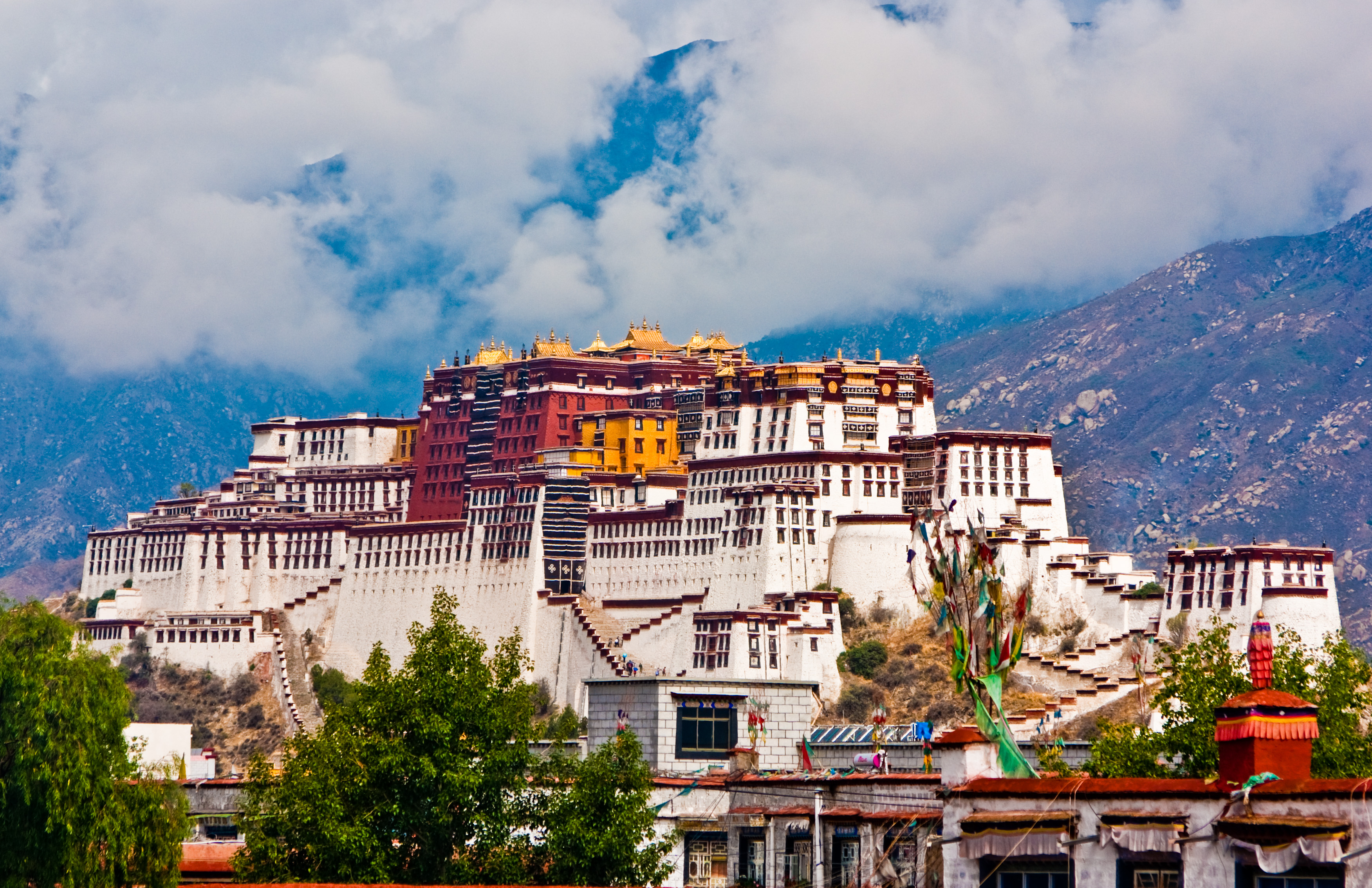
Le Palais de Potala en 2009.

Depuis 1994, le Potala est protégé avec son inscription sur la liste du Patrimoine mondial de l’Unesco. En 2000 et 2001, le Temple de Jokhang et le Norbulingka ont été admis sur la liste de l’Unesco. Malgré ces protections les autorités chinoises ont procédé à la destruction des anciens quartiers situés à proximité de ces monuments. Les démolitions se sont effectuées rapidement et cela « en débit de la convention signée avec l'Unesco qui cherche à respecter l'intégrité du cadre historique d'un lieu ».
Selon l'écrivaine Woeser, l’ancienne résidence du dalaï-lama, le Palais du Potala, a été totalement vidée de ses 100 000 livres et documents historiques. L'or et les joyaux entreposés dans un magasin dénommé Namsay Bangzod, auraient été transférés à l'administration du Trésor public à Shanghai, Tianjin et Gansu. Pourtant, la tibétologue Amy Heller écrit que les inestimables livres et trésors artistiques accumulés au cours des siècles au Polata ont été préservés.
Selon Jim Underwood, qui a travaillé dans le secteur de la construction rurale au Tibet, le tourisme dans la région peut être perçu comme une influence positive pour la pérennité de l'architecture traditionnelle dans la mesure où les touristes viennent pour découvrir cette architecture. Les divers corps de métier ne peuvent que profiter de la réhabilitation des bâtiments anciens.

#### La politique culturelle du gouvernement central
Selon le Dr. B. R. Deepak, la Chine a investi, entre 1989 et 2009, en tout 700 millions de yuans (100 millions de dollars) dans la préservation et l'entretien des vestiges historiques et culturels du Tibet.
le pays s’est engagé à abonder à hauteur de 70 millions de dollars un fonds international pour la préservation de la culture au Tibet. Cette somme sera utilisée pour soutenir des projets d’infrastructures culturelles, dont la conservation et la rénovation de monastères. Une ONG canadienne, la Fondation Louise Blouin, est partie prenante du projet.
Selon l'ambassade de Chine en France, le gouvernement central a affecté des sommes colossales à la collecte, au classement et à la publication du Tripitaka et autres œuvres classiques du bouddhisme. Il a également créé une cinquantaine d’institutions de recherches tibétologiques et l’institut supérieur du Bouddhisme tibétain.

#### Muséologie

##### Musée du Tibet

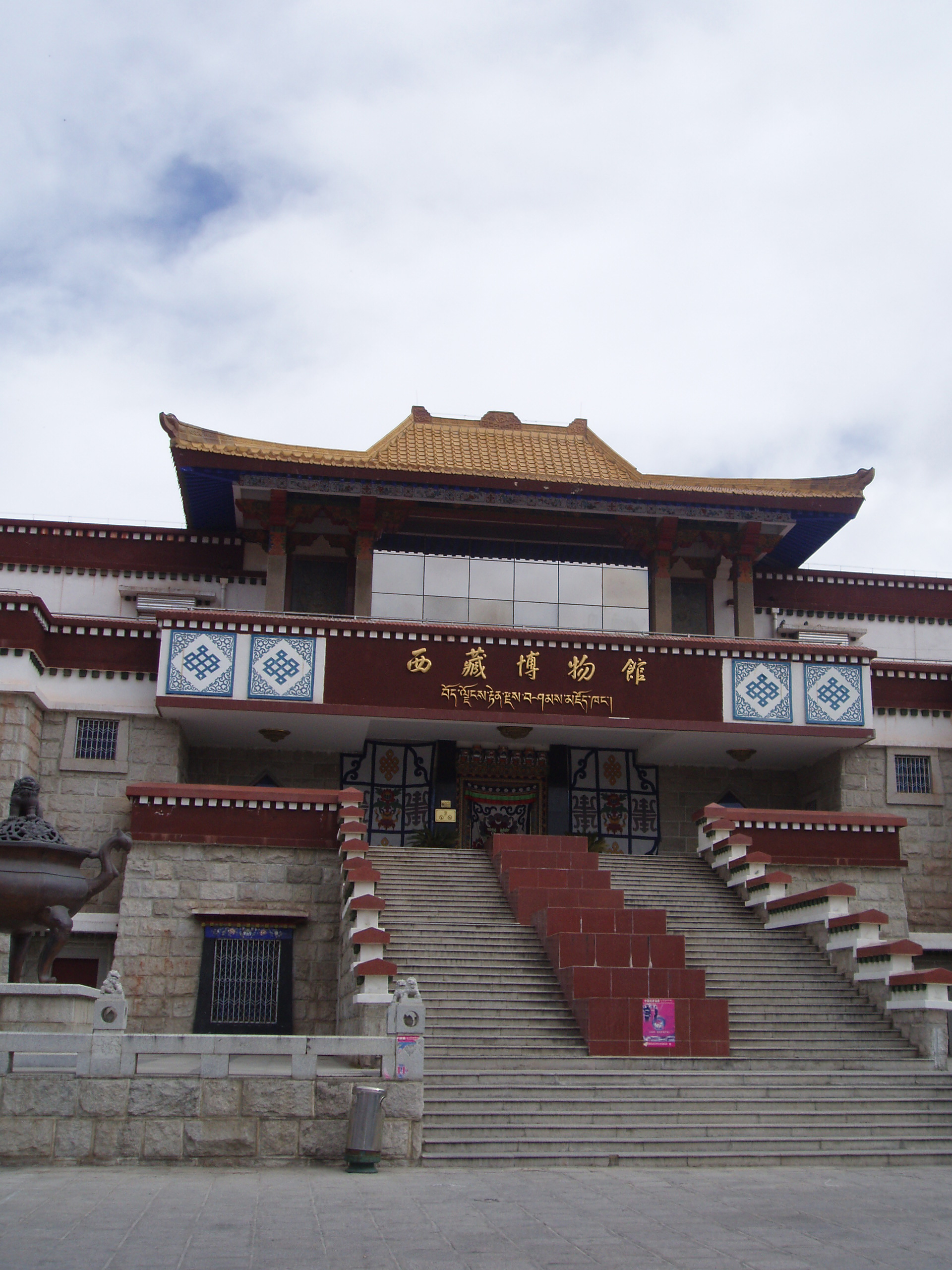
Entrée du musée (2008)

Le musée du Tibet à Lhassa est le musée officiel de la région autonome du Tibet. Ouvert au public le 5 octobre 1999 de façon à coïncider avec le 50e anniversaire de la fondation de la république populaire de Chine et le 40e anniversaire de la réforme démocratique du Tibet, il est le premier grand musée moderne de la région autonome. Sa réalisation constituait l'un des 62 projets d'aide au Tibet décidés en juillet 1994. Elle a coûté à l'État 96,25 millions de yuan. Les travaux de construction proprement dits, commencés en mars 1996, se sont achevés le 1er octobre 1997.
Le musée a pour principale mission de préserver et de faire connaître la culture tibétaine traditionnelle. Il est prévu pour pouvoir conserver jusqu'à 160 000 objets. Sur les 40 000 qui y sont conservés actuellement, il présente une collection permanente d’environ 1 000 objets relatifs à l’histoire culturelle du Tibet.

##### Musée de l'histoire des douanes tibétaines
Inauguré le 8 août 2008, le musée des douanes tibétaines à Lhassa couvre une surface de 100 m2 et expose 300 photos et 100 objets retraçant l'histoire des douanes avant et après la création de la région autonome. Images et objets ont été recueillis par le personnel du musée entre 2004 et 2008.

## La culture immatérielle
En mai 2007, a été publiée la liste du patrimoine culturel immatériel de la région autonome. Dix grandes catégories sont concernées, en particulier la médecine tibétaine traditionnelle, le calendrier, la musique folklorique, la danse folklorique et les arts artisanaux.

### Les fêtes populaires
Parmi les fêtes tibétaines, on peut citer :
- Losar est la fête du Nouvel An tibétain
- La fête de prière de Monlam qui se déroule durant le premier mois du calendrier tibétain. Pendant cette seconde fête annuelle, de nombreux Tibétains se réunissent pour danser, participer à des événements sportifs et partager des pique-niques.
- La fête de l'extension des peintures du Bouddha se déroule du 14e au 16e jour du 5e mois lunaire tibétain, où les moines déploient de larges tangkhas sur des parois ou à flanc de montagne.

La culture traditionnelle est loin d'avoir disparu. Selon Matthieu Ricard, « on la trouve encore dans les campagnes, moins atteintes par la sinisation ». « Le pouvoir chinois préserve plutôt la liberté religieuse » et « on peut à nouveau voir des fêtes populaires avec de la musique, des chevaux, des tenues traditionnelles ».
Selon la tibétologue Claude B. Levenson (2000), il existerait une tendance très nette de « folklorisation de la culture tibétaine », cela se constaterait aussi bien à la télévision chinoise que dans les spectacles des troupes officielles qui se produisent en Chine et à l'étranger. 
Matthieu Ricard, moine bouddhiste, docteur en génétique cellulaire, photographe, écrivain, traducteur, interprète du dalaï-lama, évoque cette culture traditionnelle et son renouveau participant à la reconstruction d'une identité tibétaine : 
« Cette culture, on la trouve encore dans les campagnes, moins atteintes par la sinisation. Tout ce qui a trait aux croyances n'est pas attaqué, il faut reconnaître que le pouvoir chinois préserve plutôt la liberté religieuse ; et à la faveur d'un relâchement récent, on peut à nouveau voir des fêtes populaires avec de la musique, des danses, des chevaux, des tenues traditionnelles. Par contre, tout ce qui est au cœur de la culture, en particulier le monde de l'écrit, est pris pour cible : les jeunes Tibétains courageux qui publient des revues, avec des poèmes, des nouvelles, tout ce qui peut constituer un effort de reconstruction d'une identité tibétaine littéraire, ceux-là sont systématiquement harcelés. Idem pour les rares cinéastes qui essaieraient, les téméraires, de faire un film engagé. C'est l'assurance d'avoir des ennuis très sérieux. Pour les autorités, un bon Tibétain doit être un bon Chinois ! En somme, tout ce qui est anodin est toléré – une fête à cheval, ça passe –, mais tout ce qui porte une pensée tibétaine est attaqué ».

### Le chant et la danse
À la date de 2008, le Tibet possède plus de 30 troupes de chant et de danse, des troupes d'opéra et autres. De 2004 à 2008, les trois troupes artistiques professionnelles de la RAT ont créé 34 nouvelles pièces tandis que les troupes artistiques professionnelles des sept préfectures et municipalités ont créé plus de 300 nouvelles pièces. Il y a eu plus de 3000 représentations et y ont assisté plus de 5 millions de spectateurs.
Les troupes artistiques effectuent régulièrement des voyages à l'étranger. Cependant les artistes ne doivent pas quitter la troupe sans accompagnement, parler avec des exilés tibétains, visiter des temples bouddhiques et exprimer des opinions « politiquement incorrectes ».

### L'artisanat
L'essor économique de la région autonome permet de faire revivre l'artisanat traditionnel. Selon l'enseignant et écrivain australien Mark Anthony Jones, nombre de Tibétains trouvent désormais, dans la vente d'objets artisanaux et de produits culturels aux touristes, un revenu non négligeable. Ces divers produits rencontrent même le succès auprès des Tibétains eux-mêmes.
Mais derrière cette façade touristique, l'industrie chinoise se retrouve aussi dans cet artisanat. Selon Claire Goubier et Virginie Morel, deux journalistes de la revue Marianne, « l'artisanat tibétain est lui aussi fabriqué en série. Les Chinois se sont mis à produire des objets tibétains. Sur le marché, il est difficile de reconnaître les produits authentiques ». Par ailleurs les Chinois profitent des coûts de main-d'œuvre très bas pour acheter cet artisanat et l'exporter vers les grandes villes chinoises où l'art tibétain est devenu à la mode.
Créée en 1953, l’usine étatique de tapis de Lhassa est devenue une entreprise moderne dont les produits se vendent en Europe, en Amérique du Nord et en Asie du Sud.

## La littérature
La littérature tibétaine, une des plus importantes d'Asie, a des origines millénaires. En vers ou en prose, orale ou écrite la littérature tibétaine aborde « tous les domaines du savoir : religion, médecine, histoire, philosophie ». Les Tibétains peuvent s'enorgueillir de belles épopées transmises de siècle en siècle, la plus importante d'entre elles étant l'Épopée du roi Gesar qui continue à être interprétée de nos jours. Une bonne partie de la production écrite dans le Tibet pré-moderne tournait autour du bouddhisme et consistait principalement de textes philosophiques et de biographies de lamas,.
En 1980, l’association des écrivains de la région autonome du Tibet lança la première revue littéraire en langue tibétaine sous le nom de Littérature et art tibétains (Bod kyi rtsom rig sgyu rtsal), publiant des nouvelles sur le servage dans l’ancien Tibet,. La revue littéraire tibétophone ayant le plus d'audience au Qinghai est Drang Char (« petite pluie »), fondée en 1981 et dont la spécialité est la nouvelle.
Aujourd'hui, selon l'historien américain Foster Stockwell, de nombreux auteurs produisent des œuvres de qualité, ainsi le poète Yedan Tsering et les romanciers Jampel Gyatso, Tashi Dawa et Dondru Wangbum. Selon l'âge, l'origine géographique, les études de l'auteur, la langue d'expression peut être le tibétain ou le chinois.
Quelques auteurs :
- Tsering Woeser (1966 - ), une poétesse et essayiste dont la langue d'expression est le chinois[160]
- Jampel Gyatso (1938 - ), originaire de Batang dans la province du Sichuan, ancien interprète du dalaï-lama et du panchen-lama dans la deuxième moitié des années 1950, auteur de Kelzang Metog (publié en chinois en 1980, en tibétain en 1981), roman qui relate l'histoire d'un porteur tibétain devenu soldat de l'APL lors de l'Intervention militaire chinoise au Tibet entre 1950 et 1951.
- Tashi Dawa (it) (1955- ), né d'un père tibétain et d'une mère Han, auteur (au milieu des années 1980) d'une série de nouvelles en chinois marquées du sceau de ce qu'on a appelé le « réalisme magique » mais marqué par l'identité culturelle hybride de l'auteur[161], il est le vice-président de l’association des écrivains de la région autonome du Tibet[162].
- Alai (1959 - ), originaire de Chengdu dans la province du Sichuan, auteur de Red Poppies. A novel of Tibet (1998), roman historique, publié en chinois et traduit en tibétain, sur les forces de création et de destruction engendrées par l'introduction de l'opium dans une zone multi-ethnique aux confins du Tibet avant l'intervention communiste[163]. En 2000, Alai reçut le prix Mao Dun pour cet ouvrage.
- Jangbu (Dorje Tsering Chenaktsang) (1963- ), né dans la province de Qinghai, célèbre auteur de poèmes en vers libres et de nouvelles en tibétain.
- Nagtsang Nülo, écrivain rendu célèbre par la publication, en 2007, de son livre « Joies et peines de l’enfant Nagtsang »[164].

Selon Lauran R. Hatley et Patricia Schiaffini-Vedam, la « littérature tibétaine moderne » est désormais un domaine d'étude avec ses spécialistes en Occident.

## La peinture

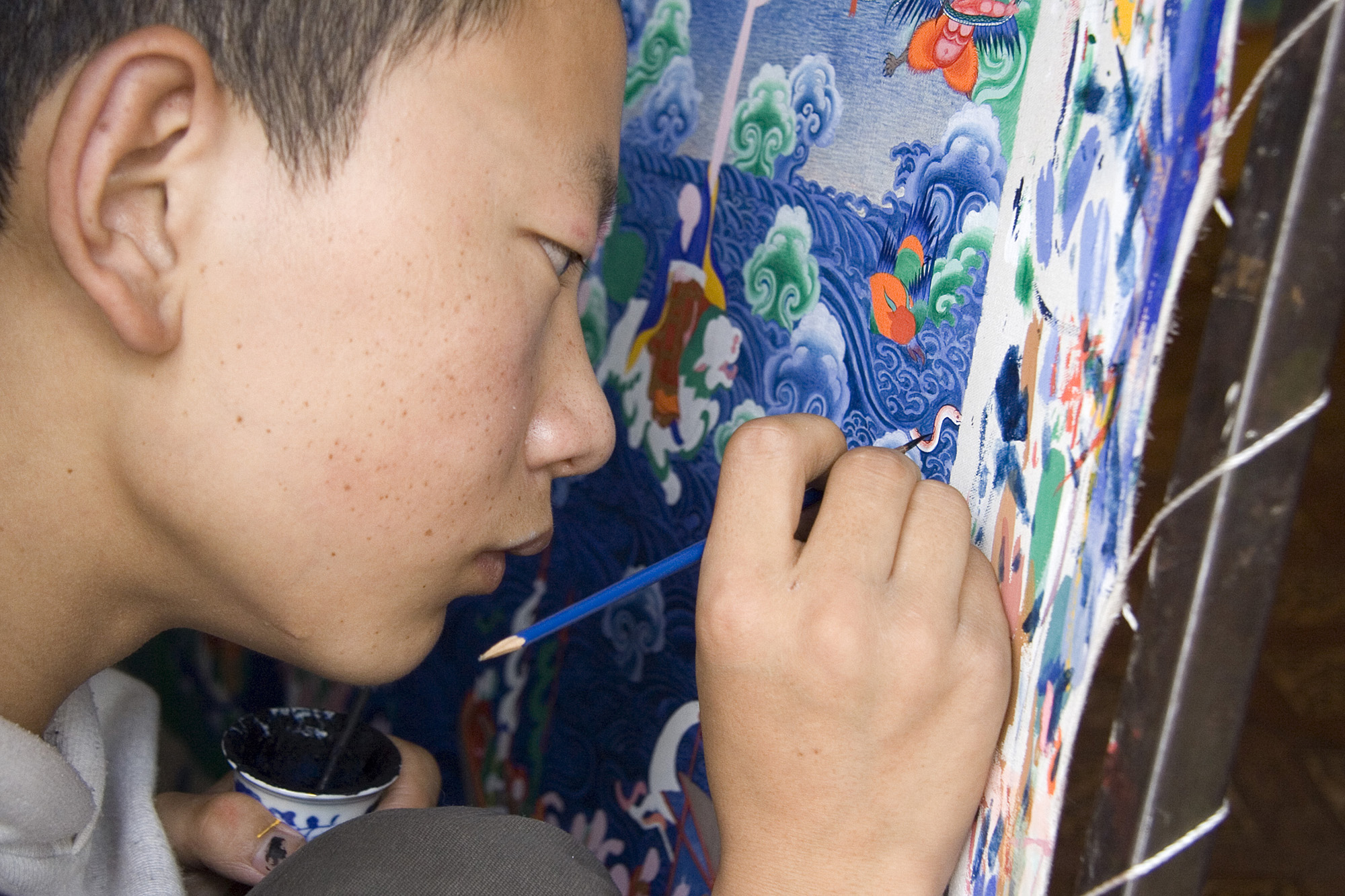
Peinture d'un thangka à Lhassa en 2006.

### La peinture traditionnelle: lesthangkas
L'art au Tibet s'exprime traditionnellement avec les décorations des temples, les peintures sur toile ou thangkas très colorées et des mandalas de sables colorés. Ces expressions artistiques sont toujours vivantes. 
Selon Kabir Mansingh Heimsath, dans les années 1980 la peinture traditionnelle des thangkas connut un regain, débouchant sur la production d'œuvres sur commande privée ou pour une diffusion commerciale (pour les boutiques de Lhassa).

### Évolution de la peinture contemporaine
Toujours selon Kabir Mansingh Heimsath, l'histoire de la peinture contemporaine au Tibet commence avec le moine iconoclaste et poète Gedun Choephel (1903-1951), dont les rares peintures ayant survécu témoignent d'un style réaliste voire expérimental. S'inspirant de ce précurseur, Amdo Jampa (1916-2002) adopta un style photo-réaliste dans ses peintures religieuses.
Pendant les années 1950, plusieurs artistes tibétains allèrent en Chine intérieure suivre des études artistiques, lesquelles reproduisaient alors les modèles occidental et soviétique. Dans les années 1960, la doctrine et l'esthétique socialistes furent mises au cœur de l'enseignement artistique. Il s'agissait de peindre des personnages positifs et héroïques et de privilégier les couleurs rouges et vives. Des artistes Han, venus avec l’Armée populaire, peignirent des œuvres de propagande.
À la fin des années 1970, les écoliers tibétains eurent droit à un enseignement artistique à partir du cours moyen et les plus doués furent envoyés dans les écoles des beaux-arts de la Chine intérieure (dont l’Académie centrale des beaux-arts de Pékin) pour y étudier l'aquarelle chinoise traditionnelle et la peinture occidentale.
En 1981, une Association des artistes tibétains vit le jour. À sa fondation en 1985, l'Université du Tibet créa une section des Beaux-Arts enseignant les styles picturaux propres à l'Occident, la Chine et le Tibet ainsi que l'histoire de l'art dans le monde. Cet enseignement donna une génération d'artistes professionnels travaillant pour l'État. 
Dans le même temps, plusieurs artistes Han en quête de spiritualité et d'authenticité gagnèrent le Tibet, à l'instar de Han Shuli qui y élabora un style mariant formes abstraites oniriques et représentations bouddhistes anciennes. Han Shuli est considéré comme une des figures de proue de l'art tibétain contemporain. Ces artistes Han peignirent principalement les paysages tibétains.
Les années 1990 virent la production, purement alimentaire, par des artistes indépendants, de tableaux destinés aux touristes en quête de paysages et de scènes censés être typiquement tibétains. Les tentatives d'intéresser ce public à une peinture plus sérieuse échouèrent. Parallèlement, les enseignants et leurs étudiants trouvaient que l'application des styles anciens ne permettait pas de rendre compte de leur vécu et des préoccupations de la société.
En 2003, des artistes mécontents de cette situation créèrent la Guilde artistique Gedun Choephel et ouvrirent une galerie d'exposition à Lhassa, entièrement vouée à un art contemporain non stéréotypé. Cette initiative leur valut de se faire connaître en tant qu'avant-garde auprès d'un public international. La Guilde réunit des artistes tibétains et artistes Han, indépendamment de leur origine ethnique, mais ayant les mêmes conceptions artistiques : Gade, Zhungde, Nyandak, Tsering Namgyal, Dedron, Jhamsang, Tsewang Tashi. La galerie de la Guilde a bénéficié de la publicité qui lui a été faite par la Fondation Trace à New York, le site internet Asianart, un article de Graig Simons publié dans le New York Times en 2004 et une exposition intitulée « Visions of Tibet » à Londres en 2005.
Il y a des artistes tibétains de valeur comme Bama Tashi, lequel associe thèmes religieux tibétains à des images pastorales modernes.
En janvier 2006, s'est tenue, au musée d'art Siddharta de Katmandou, une exposition officielle de peintures tibétaines contemporaines, organisée par la Fédération des cercles littéraires et artistiques de la région autonome. Plus de 50 œuvres furent exposées.

## La chanson

### Mélodies traditionnelles mises au goût du jour
Toujours selon Mark Anthony Jones, les jeunes Tibétains actuels se servent des techniques électroniques modernes pour télécharger les chants populaires traditionnels interprétés à la façon du hip-hop ou du rap dans des vidéos,.
Ainsi les chansons de Yadon, Kunga, Dhube deviennent rapidement célèbres au Tibet. Les membres des groupes sont habillés des costumes traditionnels des hauts plateaux. Ils chantent des airs traditionnels tibétains avec les vibrations de la glotte caractéristiques de la culture tibétaine. 
La chanson « Le Soleil, la lune et les étoiles » de Kunga fait référence, selon la journaliste Ursula Gauthier, à la « séparation des "trois frères" : le "soleil" parti vers le sud - le dalaï-lama - ; la "lune" disparue derrière les nuages - le panchen-lama dont on n'a aucune nouvelle -, et "les étoiles" perdues dans la pluie et le brouillard - le peuple tibétain privé de ses guides spirituels ».

## Le cinéma
The Silent Holy Stones (litt. « Les pierres sacrées silencieuses »), du jeune cinéaste Padma Tsetan (né en 1969), est le titre anglais du premier long métrage de fiction tibétain fait en Chine (année de sortie : 2005). Le film, avalisé par les autorités, a eu les honneurs de plusieurs festivals en RPC et à l'étranger et a été primé à plusieurs reprises. Jusque-là, le Tibet était cinématographié par des cinéastes Han ou occidentaux et hongkongais ; désormais, la voie est ouverte à la représentation des Tibétains par eux-mêmes dans le cadre de la Chine.
Le film The Search (c.-à-d. « la quête ») du metteur en scène Pema Tseden a obtenu le grand prix du jury du 12e festival cinématographique international de Shanghaï le 21 juin 2009. Le film relate les pérégrinations à travers le Tibet d'un metteur en scène à la recherche d'un acteur pour le rôle principal de son film.
La société cinématographique de la région autonome du Tibet est chargée de doubler en tibétain les films des années 1960 à aujourd'hui. Jusqu'en 2000, elle doublait entre 25 et 30 films par an. Ce chiffre a été augmenté de 5 à 10 films depuis le début du siècle.

## Liens avec les autres zones autonomes tibétaines
Les zones autonomes tibétaines de l'ancien Tibet oriental participent également à l'expression culturelle tibétaine, en particulier ce qui était l'Amdo, qui a vu naître de nombreux savants et personnages célèbres.

## Artistes et journaliste sanctionnés pour leurs prises de position
L'affaire Woeser

Tsering Woeser est une poétesse et essayiste tibétaine née en 1966. Elle fait partie d'une nouvelle génération d'auteurs tibétains dont la langue d'expression est le chinois. Ses prises de position lui ont valu de perdre son emploi, l'interdiction de ses œuvres et la fermeture de ses blogues. Au cours des troubles au Tibet en 2008, Tsering Woeser et Wang Lixiong, son mari, auraient été mis en résidence surveillée après avoir parlé à des journalistes.
Arrestation de chanteuses

La chanteuse tibétaine Jamyang Kyi fut arrêtée en avril 2008. Les raisons de son arrestation n'ont pas été communiquées mais selon Radio Free Asia ce serait lié au fait qu'elle ait chanté en 2006 à New York en compagnie de chanteurs tibétains exilés. Elle fut libérée le 20 mai 2008, mais attend un procès.
Drolma Kyi est une célèbre chanteuse tibétaine populaire au Tibet. Elle fut arrêtée le 30 mars 2008 par les autorités durant les troubles au Tibet en mars 2008.
Fin mai, selon le Los Angeles Times, elle fut libérée après presque deux mois de détention à condition de garder le silence sur son arrestation et de ne plus faire de représentations pendant quelque temps.
Arrestation de cinéastes amateurs

Deux cinéastes amateurs tibétains, Dhondup Wangchen et Jigme Gyatso, ont réalisé en secret un film documentaire de 25 minutes. Commandité par un exilé tibétain ayant la citoyenneté suisse et tourné entre octobre 2007 et mars 2008, ce film présente l'opinion de Tibétains sur la domination chinoise au Tibet, les Jeux olympiques d'été de 2008 et l'éventuel retour du Dalaï-lama. On y trouve les propos suivants d'une personne interviewée : « Pour chaque Tibétain, il y a dix à quinze Chinois ». Les deux auteurs ont été arrêtés en mars 2008. 
Condamnation d'un imprimeur

Selon un article déposé sur le site de l'association France-Tibet citant l'ONG Human Rights Watch, Paljor Norbu, imprimeur tibétain âgé de 81 ans, a été condamné à 7 ans de prison en novembre 2008 à l'issue d'un procès à huis clos. Norbu appartient à une famille d’imprimeurs et d’éditeurs de textes bouddhistes travaillant essentiellement avec les monastères. On lui reprocherait d'avoir imprimé des documents interdits par le gouvernement, dont le Drapeau du Tibet entre 1912 et 1959 (interdit depuis 1959 en république populaire de Chine, ce drapeau est utilisé depuis par le Gouvernement tibétain en exil et les opposants tibétains).
Écrivains et journalistes tibétains emprisonnés pour avoir critiqué les autorités de Pékin

La poétesse Woeser a annoncé le 3 août 2009 l'emprisonnement de 4 écrivains tibétains. L'ONG Reporters sans frontières indique à leur sujet :  « La répression des auteurs tibétains doit cesser ! L’impossibilité pour les écrivains et journalistes de cette province chinoise de s’exprimer librement et de critiquer les autorités de Pékin et la politique du Parti Communiste Chinois (PCC) est une honte pour la Chine. La plupart sont détenus sans avoir été jugés et leur lieu de détention est inconnu. Apprendre l’incarcération de plusieurs personnalités réputées, parfois plus d’un an après les faits, est par ailleurs symptomatique de la difficulté d’obtenir des informations sur le Tibet ». Le 30 décembre 2010, 3 écrivains tibétains ont été condamnés à des peines de prison. Selon l'organisation Reporters sans frontières 15 journalistes et écrivains tibétains sont actuellement emprisonnés.